# برنارد أورورك
برنارد أورورك (بالإنجليزية: Bernard O'Rourke)‏ هو لاعب كرة قدم أمريكية أمريكي، ولد في مارس 1886، وتوفي في 12 يونيو 1941 في نوريستاون ‏ في الولايات المتحدة.